# The Delfonics
A The Delfonics 1965-ben alakult, több évtizeden át aktív amerikai R&B/soul együttes volt Philadelphiából. Leginkább az 1960-as, 70-es évek fordulóján voltak népszerűek.
Legismertebb dalaik: "La-La (Means I Love You)", "Didn't I (Blow Your Mind This Time)", "Break Your Promise", "I'm Sorry", "Ready or Not Here I Come (Can't Hide from Love)", "Funny Feeling". Szerzeményeik feltűntek számos filmben (pl. Jackie Brown) és számítógépes játékban (pl. Grand Theft Auto V) is. Dalaik nagy részét William "Poogie" Hart énekes, valamint Thom Bell dalszerző írta. Az együttes tagjai közül ma már csak Wilbert Hart van életben; 2022-ben a The Delfonics végleg megszűnt.

## Diszkográfia

### Stúdióalbumok
- La La Means I Love You (1968)
- Sound of Sexy Soul (1969)
- The Delfonics (1970)
- Tell Me This Is a Dream (1972)
- Alive & Kicking (1974)
- Return (1981)
- Forever New (1999)
- Fonic Zone (2005)
- Adrian Younge Presents the Delfonics (2013)